# Кукушка (Ульяновская область)
Кукушка — поселок в Ульяновском районе Ульяновской области. Входит в состав Большеключищенского сельского поселения.

## География
Находится на расстоянии примерно 25 километров по прямой на юг-юго-запад от центра города Ульяновск.

## Население
Население составляло 15 человек в 2002 году (русские 100%), 94 по переписи 2010 года.